# Lasse Jürgensen
Lasse Jürgensen (geboren 16 februari 1998) is een Duits-Deense voetballer. Sinds 2020 is hij speler van de Duitse derdeklasser SC Verl. Jürgensen was ook voormalig jeugdinternational van Denemarken.

## Loopbaan als voetballer

### in clubvoetbal
Lasse Jürgensen groeide op in Germering, in de voorsteden van München en zijn vader is een Deen, zijn moeder is Duitse. Hij kwam tijdens zijn jeugd bij TSV Gräfelfing, waar hij door zijn vader werd gecoacht. Op 13-jarige leeftijd verhuisde Jürgensen naar SC Unterpfaffenhofen-Germering, voordat hij zich aansloot bij de jeugdelftallen van FC Augsburg. Daar speelde hij vanaf zijn komst in verschillende jeugdelftallen, voordat hij promoveerde naar het tweede elftal. Lasse Jürgensen was een vaste speler in het reserveteam van Augsburg.
In juli 2020 sloot hij zich aan bij het naar de derde divisie gepromoveerde SC Verl. In zijn eerste seizoen bij de club uit Verl bij Bielefeld heeft Jürgensen niet vaak gespeeld, maar in de meeste van zijn 20 optredens maakte hij deel uit van de basisopstelling. Zijn contract loopt tot 30 juni 2023, maar Jürgensen verliet SC Verl in de zomer 2022.

### in nationale ploegen
In 2014 kwam Lasse Jürgensen driemaal uit voor het Deense nationale elftal onder 16 jaar. In 2015 speelde hij één wedstrijd voor de nationale onder-17 ploeg van Denemarken. In december 2016 heeft Jürgensen besloten niet meer voor Denemarken te spelen.

## Weblinks
- Profiel van Lasse Jürgensen in de databank van de Deense Voetbalbond
- Profiel van Lasse Jürgensen op transfermarkt.de